# Едіт Батлер
Марі Ніколь Едіт Батлер (фр. Marie Nicole Édith Butler; нар. 27 липня 1947, Пакетвілль, Нью-Брансвік, Канада) — канадська співачка, музикантка, фольклористка й авторка пісень другої половини XX століття. Вважається однією з найзначнішою представницею сучасної акадійської культури, неодноразова лавреатка премій «Фелікс», Премії генерал-губернатора в галузі виконавських мистецтв (2009), член Залу слави канадських авторів пісень (2007). Офіцер ордена Канади (1975), кавалер орденів Мистецтв та літератури та За заслуги (Франція) й ордену Плеяди міжнародної організації Франкофонія).

## Біографія
Народилася 1942 року в Пакетвіллі, недалеко від міста Каракет у Нью-Брансвіку. Мама грала на піаніно та співала, а батько, за спогадами Батлер, був талановитим оповідачем. 1964 року здобула ступінь бакалавра в Монктонському університеті, а 1969 року — ступінь ліценціату літератури в Університеті Лаваля, де провадила етнографічні дослідження. У 1964—1966 роках викладала в Батерсті.
Почала співати під час навчання у Монктонському університеті. Її перший публічний виступ як співачки відбувся на вечорі акадійської культури в коледжі Нотр-Дам-де-Акаді, після чого вона почала виступати на монктонській станції Radio-Canada, а 1962 року приєдналася до колективу телевізійної програми «Singalong Jubilee» на галіфакському каналі. До 1967 року репертуар, який виконувала на цьому каналі та різних фольклорних фестивалях, складався здебільшого з народних акадійських пісень, які виконувала, акомпануючи собі на гітарі. 1964 року стала однією з основних учасниць фільму «Акадійці діаспори» (фр. Les Acadiens de la dispersion), знятого на замовлення Національного кінематографічного управління Канади. У роки навчання в Університеті Лаваля виступала у барах-кабаре (фр. boîtes à chansons) у районі Квебеку.
1970 року представляла Канаду на Всесвітній виставці в Осаці, де дала понад 500 концертів у павільйоні Канади; після цього виступала у США та Європі. З 1973 року почала писати власні пісні, часто на слова свого агента Лізи Обю. Виконувала пісні, граючи на різних інструментах, крім гітари, на банджо, дульцимері, скрипці, гармоніці та барабані; багато з інструментів виготовляла сама. Крім Обю, співпрацювала з такими авторами, як Люк Пламондон, Анжель Арсено та Клеманс Дерошер. Перші власні пісні включила в альбом «Avant d'être dépaysée», який вийшов 1973 року на лейблі Columbia Records і містив також традиційну акадійську музику.
1975 року з Лізою Обю заснувала компанію Éditions de l'Arcadie, а наступного року — лейбл звукозапису SPPS (фр. Société de production et de programmation de spectacles), на якому випускала свої альбоми до 1983 року. У 1979—1981 роках здійснювала турне Канадою, пізніше — Францією, де багато виступала на телебаченні, а у 1985 і 1986 роках давала концерти в паризькому залі «Олімпія». У середині 1980-х років досягла широкої популярності у франкомовних регіонах Канади, у 1985 та 1986 роках здобувши квебекську премію «Фелікс» і випустивши у 1986 і 1987 роках золоті диски (відповідно «… et le party continue!» і «Party pour danser»). За популяризацію акадійської культури в Європі співачка отримала прізвисько «Мати Акадія».
У співпраці з Обю написала майже 150 пісень і випустила майже 30 альбомів, останній з яких, «Madame Butlerfly», вийшов 2003 року. Складала також музику до фільмів, зокрема до «Імператора Перу» Фернандо Аррабаля. 2008 року здійснила прощальне турне країнами організації Франкофонія.

## Нагороди та звання
- Офіцер ордену Канади (1975)[6]
- Кавалер ордену Плеяди (міжнародна організація Франкофонія, 1978)[2]
- Grand prix du disque Академії Шарля Кро (Франція, 1983, за альбом «De Paquetville à Paris»)[2]
- Лавреатка премії «Фелікс» за найкраще музичне шоу («Un million de fois je t'aime», 1985)[2]
- Лавреатка премії «Фелікс» за найпродаваніший альбом («Le Party d'Edith»)[2] і найпопулярнішому виконавцю за межами Квебеку[3] (1986)
- Кавалер орденів «За заслуги» (Франція, 1999)[2]
- Член Залу слави Канадських авторів пісень (2007, в списки Залу слави внесена також пісня Батлер «Paquetville»)[3]
- Премія генерал-губернатора у галузі виконавських мистецтв (2009)[4]
- Увічнена на поштовій марці Канади (2009)[2]
- Кавалер орден Нью-Брансвіка (2013)[7]
- Кавалер ордену Мистецтв і літератури (Франція, 2019)[8]
- Кавалер Національний орден Квебеку (2023)[9]
- Почесний доктор Монктонського університету (1985), Університету Нью-Брансвіка (1989)[2] й Університету Акадія (1994)[10]
- Почесна індіанська принцеса народу абенакі[2]